# 國家馬車博物館

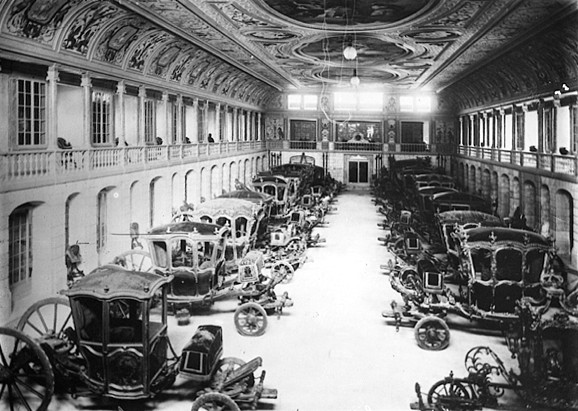
1907年時的國家馬車博物館

國家馬車博物館（葡萄牙語：Museu Nacional dos Coches）是葡萄牙首都里斯本的一座博物館，位於阿方索·德·阿爾布克爾克廣場。這座博物館擁有世界上規模最大的馬車藏品數量，是里斯本參觀人數最多的博物館之一。

## 历史
博物館創建於1905年，收藏了意大利、葡萄牙、法國、西班牙、奧地利、英格蘭等不同國家的馬車。2015年，有34.6萬人參觀了這座博物館。

## 外部連結
- 维基共享资源上的相關多媒體資源：國家馬車博物館

38°41′52″N 9°11′59″W / 38.69778°N 9.19972°W